# خندیدن با صدای بلند (فیلم ۲۰۰۸)
خندیدن با صدای بلند (به انگلیسی: LOL) فیلمی محصول سال ۲۰۱۲ و به کارگردانی لیزا آزولوس است. در این فیلم بازیگرانی همچون سوفی مارسو، کریستا تره، ژرمی کپون، الکساندر استیه، فلیکس موآتی، ژوسلین کیورین، فرانسواز فابیان، پیر نینی و لیزا آزولوس ایفای نقش کرده‌اند.
فیلم خندیدن با صدای بلند بازسازی این فیلم محسوب می‌شود.